# Adler Trumpf
L' Adler Trumpf est une petite voiture familiale introduite par le constructeur automobile Adler basé à Francfort, en mars 1932, bien que la production de la Trumpf n'ait commencé qu'à la fin de l'été de cette année. Dans un mouvement qui rappelle British Leyland dans les années 1970, Adler a lancé deux voitures de taille similaire la même année, dont l'une suivait la nouvelle tendance alors établie par DKW pour la traction avant, et l'autre employant toujours la configuration conventionnelle de la propulsion arrière. utilisé par le leader du marché, Opel.
La Trumpf était la deuxième de ces deux petites Adler à entrer en production de série à la fin de l'été 1932, et était l'offre de traction avant. La conception innovante était sous la responsabilité de Hans Gustav Röhr (1895 - 1937). La Trumpf se distinguait de sa sœur Primus à la configuration plus conservatrice, à la fois par sa traction avant et par sa suspension indépendante relativement avancée.

## Moteur
À son lancement, la voiture était proposée avec un moteur quatre cylindres de 1 504 cm³ revendiquant une puissance maximale de 32 cv (24 kW) à 3 500 tr/min. La vitesse maximale annoncée est de à 95 km/h (59 mi/h). Bien que le bloc moteur soit le même que celui utilisé sur la Primus, dans la Trumpf il était tourné de 180 degrés et installé dans un bloc avec la boîte de vitesses directement derrière l'essieu avant. L'espace supplémentaire nécessaire à cet agencement a donné naissance à une voiture de 150 mm plus longue, tout en respectant l'empattement de la Primus, à ce stade, très similaire.
La transmission de la puissance aux roues avant se faisait via une boite de vitesses manuelle à quatre rapports sans synchronisation. Alors que la transmission sur la Primus à traction arrière était contrôlée à l'aide d'un levier monté au plancher, le changement de vitesse sur la Trumpf traction avant était réalisé à l'aide d'un levier monté sur la colonne de direction.
Les deux carrosseries standard tout en acier ont été fournies par les presses Ambi-Budd de Berlin. Les clients de Trumpf de 1932 pouvaient choisir entre une "Limousine" à deux portes (une berline) et un cabriolet. Les deux carrosseries avaient un empattement de 2 825 mm (111,2204723275 po) et une longueur totale de carrosserie de 4 150 mm (163,385826605 po) . Le prix recommandé par le constructeur était de 3 750 Marks pour la berline et de 4 500 pour le cabriolet, ce qui était compétitif, même si le prix de la Trumpf cabriolet était sensiblement supérieur à celui de la Primus.
A l'avant, le radiateur était installé derrière une calandre qui différenciait la Trumpf de la Primus, qui pour sa première année de production n'avait pas devant le radiateur.

## 1933 Extension de la gamme Adler Trumpf
1933 est l'année où un moteur de 1 645 cm³ devient disponible en option sur la Trumpf comme sur la Primus, offrant 38 cv (28 kW) de puissance maximale à 3 800 tr/min et une vitesse maximale de 100 km/h (63 mph). Ambi-Budd propose une carrosserie en acier plus moderne pour la Trumpf, dont le pare-brise est dorénavant légèrement incliné, et les portes avant articulées à l'arrière pour faciliter l'entrée et la sortie. La carrosserie est désormais disponible en « Limousine » (berline) à deux ou quatre portes et acquiert un nom qui lui est propre. Les limousines Adler Trumpf à carrosserie Ambi-Budd étaient connues entre 1934 et 1936 sous le nom de voitures à carrosserie « Jupiter ». Des voitures à carrosserie cabriolet et une "Sport 2 places" découverte deviennent également disponibles en 1934.

## Commercial
L'Adler Trumpf était proposée avec un moteur de 1 504 cm3 jusqu'en 1934, et avec le moteur de 1 645 cm3 jusqu'en mai 1936. À cette époque, 18 600 voitures furent produites, ce qui équivaut à une part de marché comprise entre 3 et 4 % du marché automobile allemand beaucoup plus fragmenté qu'il ne le deviendra deux ou trois décennies plus tard. Ensemble (après 1934) avec la plus petite Adler Trumpf Junior, l'Adler Trumpf était donc essentielle pour maintenir la position de numéro 3 ou 4 d'Adler en termes de ventes globales de voitures particulières allemandes entre 1932 et 1936.

## 1936 Adler Trumpf 1.7 EV

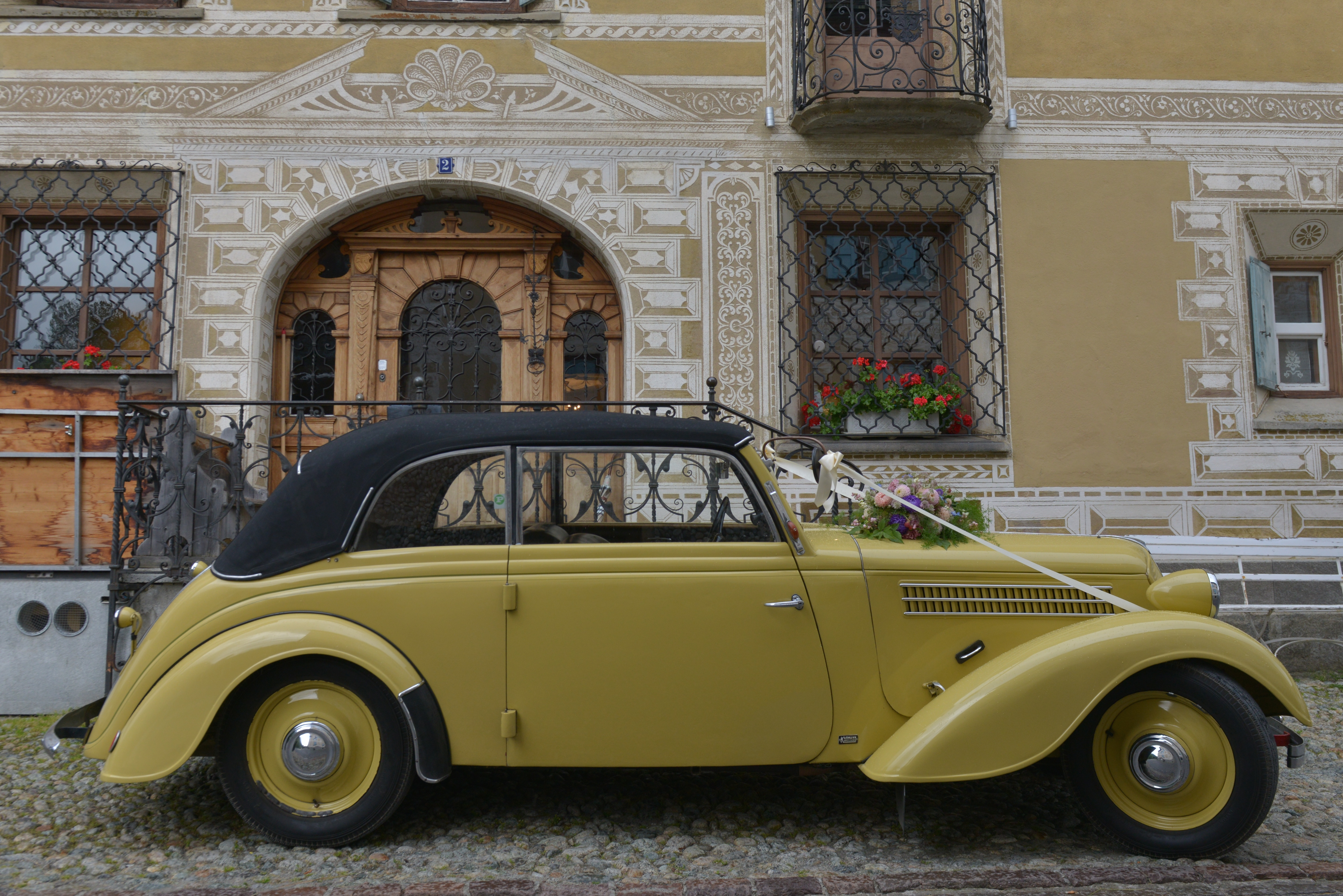
Adler Trumpf 1.7 EV Carrosserie Karmann; 1936

La Trumpf 1.7 a été remplacée directement en mai 1936 par l'Adler Trumpf 1.7 EV. Elle était équipée du même moteur de 1 645 cm3 qu'auparavant, délivrant 38 cv (24 kW) de puissance maximale. Les 2 920 mm (114,960629804 po) d'empattement était rallongés de 220 mm (8,661417314 po) et la carrosserie, plus profilée qu'auparavant et avec un porte-à-faux arrière plus long, était désormais de 4 540 mm (178,740157298 po) ( 390 mm (15,354330693 po) plus longue qu'avant). Comme auparavant, la carrosserie de la «Limousine» standard (la berline) provenait du spécialiste de la carrosserie en acier Ambi-Budd de Berlin, avec désormais quatre portes et une construction à «six phares». Les clients souhaitant une Adler "Limousine" à deux portes de cette classe devront attendre le lancement en 1937 de la Primus à deux portes. Les élégantes carrosseries de cabriolet standard de la Trumpf 1.7 EV provenaient de Karmann d'Osnabrück. La vitesse maximale revendiquée est maintenant de 102 km/h (63 mi/h).
La Trumpf 1.7 E de 1936 était offerte à 4 400 Marks, réduit à 4 100 Marks en 1937. La concurrence est plus rude pour Adler dont la position sur le marché est passée à la cinquième place en 1938, dépassée par Ford dont le volume de production a presque doublé entre 1936 et 1938. En un peu moins de deux ans, après son lancement en mai 1936, Adler a produit 7 003 de ses 1.7E, soit un peu moins de 2 % du marché allemand total des voitures particulières.